# Anomalemma epochnii
Anomalemma epochnii är en svampart som först beskrevs av Berk. & Broome, och fick sitt nu gällande namn av Sivan. 1983. Anomalemma epochnii ingår i släktet Anomalemma och familjen Melanommataceae.  Arten är reproducerande i Sverige. Inga underarter finns listade i Catalogue of Life.